# 椭锦灯鱼
椭锦灯鱼（学名：Centrobranchus choerocephalus）为輻鰭魚綱燈籠魚目灯笼鱼科锦灯鱼属的鱼类。分布于太平洋、印度洋、大西洋以及南海等海域，多栖息于热带和亚热带海域，為深海魚類，棲息深度可達1050公尺。

## 扩展阅读
維基物種上的相關：椭锦灯鱼